# Tony Monte
Anthony „Tony Monte“ Monte-Bovi (* 24. Januar 1939; † 14. November 2016 in New York City) war ein US-amerikanischer Jazzpianist, Keyboarder und Arrangeur des Mainstream Jazz.

## Leben und Wirken

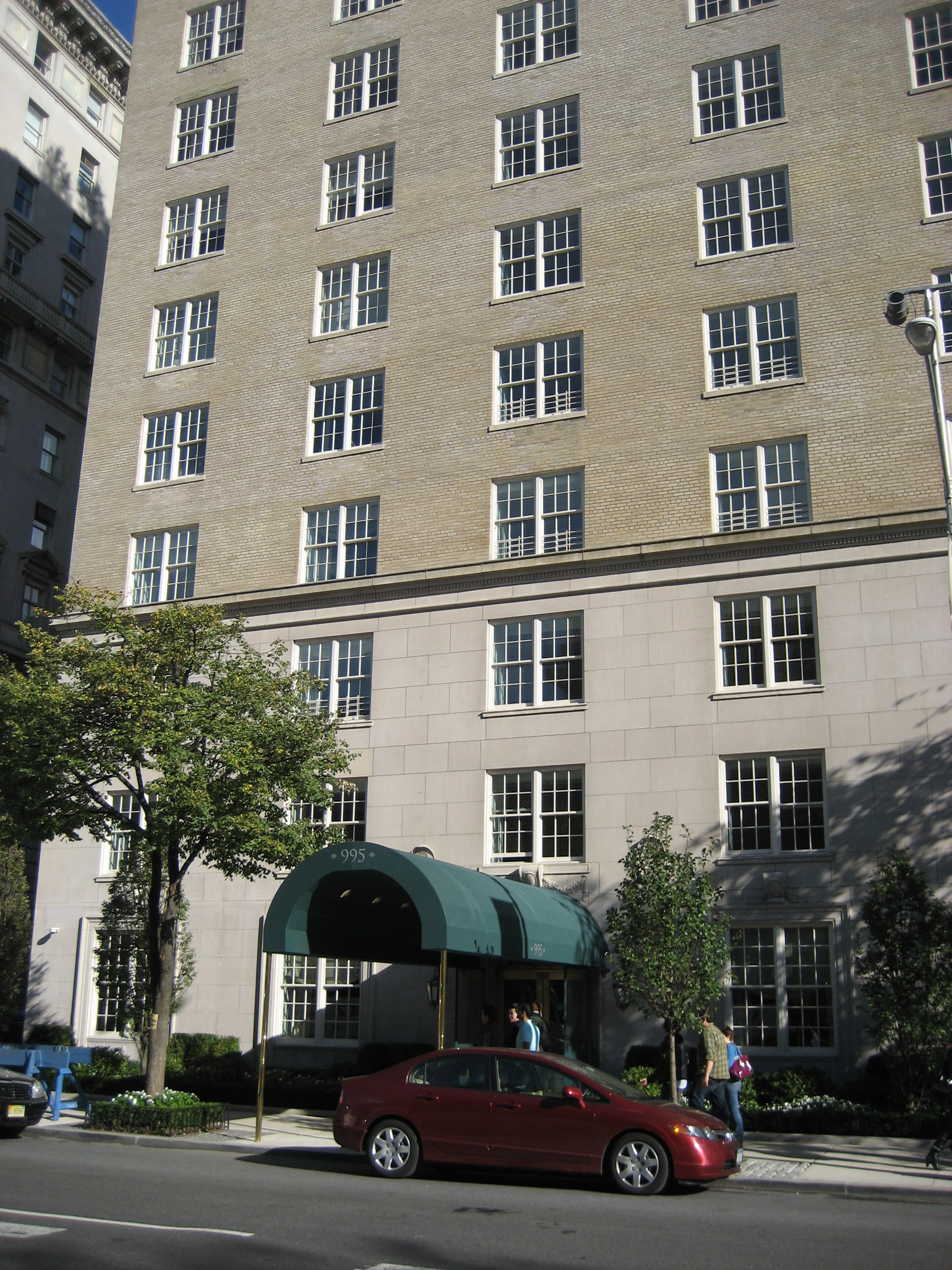
Das New Yorker Stanhope Hotel, 995 Fifth Avenue

Monte arbeitete im Laufe seiner Musikerkarriere meist als Solist in großen New Yorker Hotels wie dem Stanhope Hotel an der Fifth Avenue und als Begleiter von Sängerinnen wie Margaret Whiting, Peggy Lee und Sylvia Syms. Ab Ende der 1970er-Jahre spielte er ferner im Trio von Bucky Pizzarelli sowie in dessen Quartett mit Butch Miles, mit dem erste Aufnahmen entstanden (Lady Be Good, 1978). In den folgenden Jahren arbeitete er außerdem als Pianist und z. T. auch als Arrangeur mit den Vokalisten Marlene VerPlanck (Loves Johnny Mercer, 1978), Helen Ward, Johnny Hartman (This One’s for Tedi, 1980), Joe Derise, Jonathan Schwartz, Terri Cerritto, Betty Johnson, Alex Donner und zuletzt 2008 mit Steven Pasquale und Judy Carmichael.
Im Bereich des Jazz war er zwischen 1978 und 2008 an 36 Aufnahmesessions beteiligt, u. a. auch mit Phil Bodner, Karl Schloz und John Pizzarelli. Die New York Times (1991) verglich ihn mit dem Supper-Club-Pianisten Cy Walters und dessen schlanken und gedämpften Spiel.